# Pim de peso
El Pim de peso (פימ) es una antigua medida de peso israelita o filistea. Se trata de una piedra pulida de 5/8 pulgadas (15 mm) de diámetro que equivalían a dos terceras partes de un shekel hebreo. Numerosos especímenes han sido encontrados desde que fue descubierto el primer pim en 1907. Cada uno pesa entre 7.6 y 7.82 gramos comparado con los 11.5 gramos de un shekel.

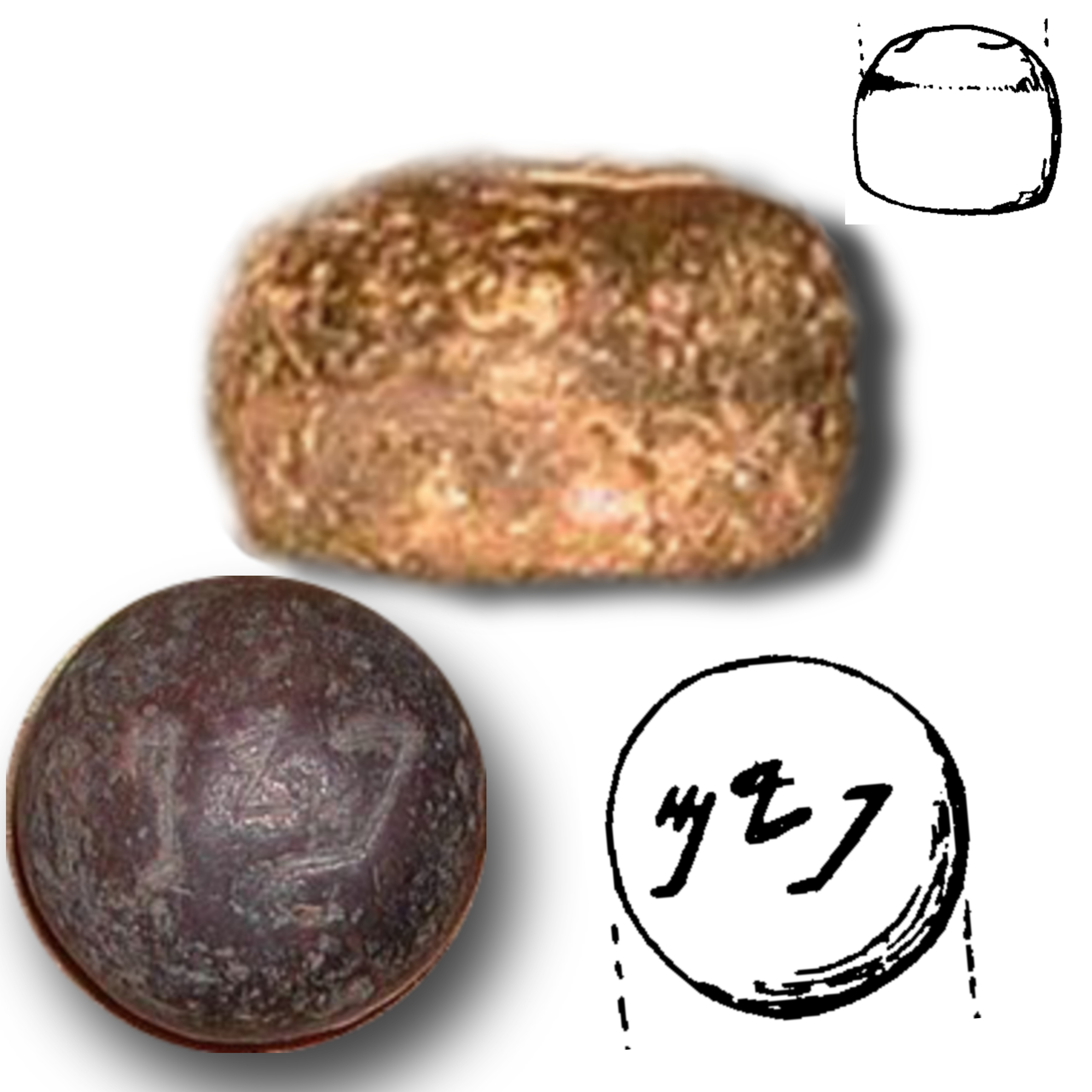
Pim weight two-thirds Hebrew shekel

￼

## Origen de su nombre
El nombre "pim" viene de la inscripción que cada uno trae en su propia forma en hebreo: פימ. El descubrimiento del primer pim permitió que se pudiera hacer una mejor traducción del pasaje bíblico de 1 Samuel 13, 21: "Y el precio era un pim por las rejas de arado y por los azadones, y la tercera parte de un siclo por afilar las hachas y por componer las aguijadas". Una versión anterior a esta escribía: "El precio era dos tercios de siclo por aguzar las azuelas y enderezar la aguijada". La palabra aparece una sola vez en la Biblia en ese pasaje y era totalmente desconocida antes del descubrimiento del primer pim. 

## Descubrimiento
Hasta las excavaciones de Robert Alexander Stewart Macalister en Gezer entre 1902 y 1905 y entre 1907 y 1909, los estudiosos no sabían como traducir la palabra pim en 1 Samuel 13, 21. Al parecer la palabra y esta medida perdieron vigencia durante la monarquía de Israel, razón por la cual aparece en el Libro de Samuel que narra acontecimientos previos a la misma. Lo mismo genera las discusiones acerca de la datación del libro, porque se considera de una era greco-romana, es decir, posterior a la monarquía. La utilización de una palabra arcaica en un tiempo en el cual había terminado la monarquía israelita puede apuntar si no a una redacción total del libro, sí a textos primitivos dentro del mismo como dicho versículo. 
El profesor William G. Dever dice que no es posible que el término haya sido inventado por escritores que vivían en la época helenista algunos siglos después de que este hubiera caído en desuso (arcaísmo) y dice el arqueólogo que así como no fue entendido hasta el hayazgo del primer pim en el siglo XX, tampoco hubiese sido entendido por una persona de la época greco-romana. Para Dever, este pequeño detalle demuestra una mayor antigüedad textual de un redactor que vivió en un tiempo en el cual el pim era una medida popular.

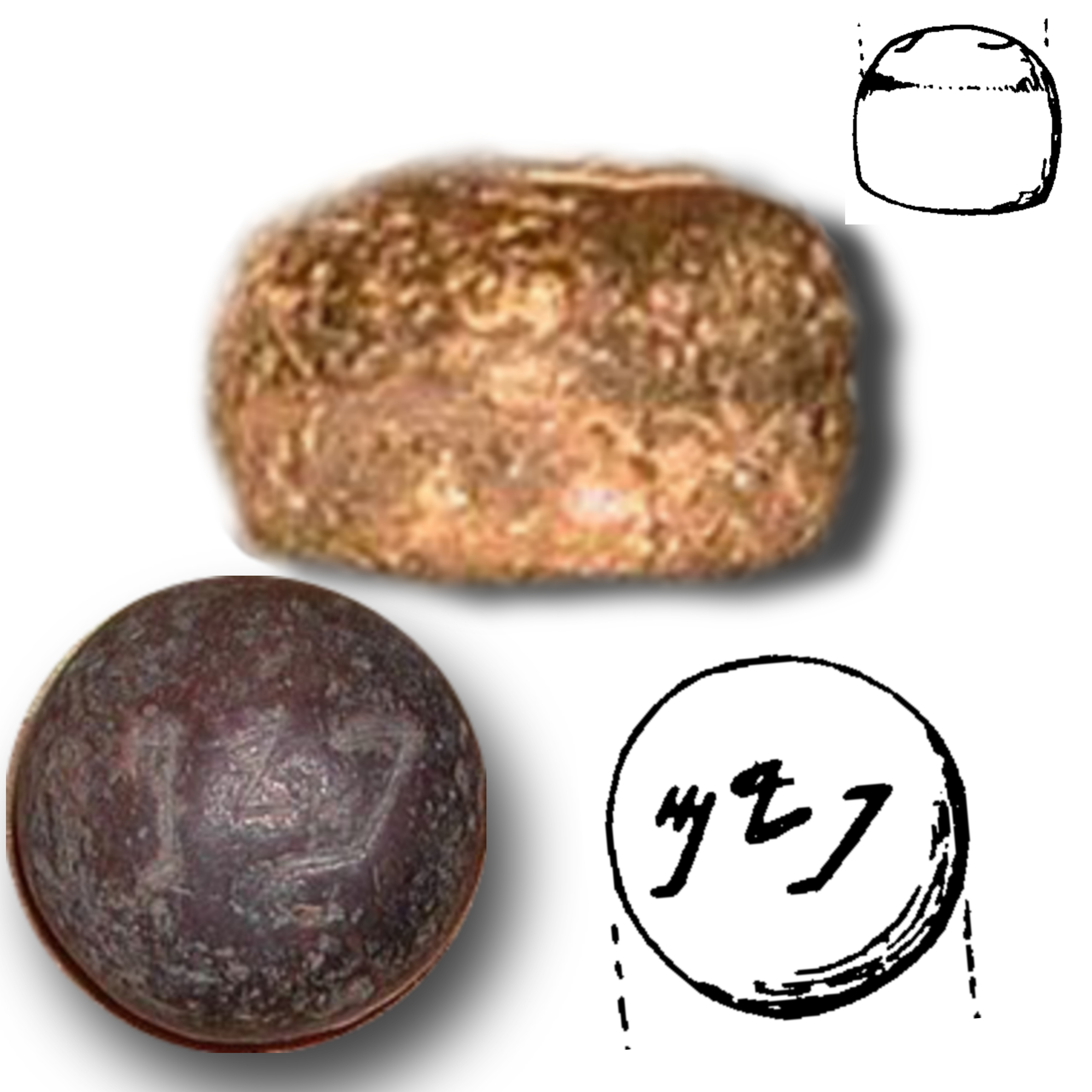
Pim weight two-thirds Hebrew shekel

￼